# Aveva
AVEVA Group plc es una empresa multinacional británica de tecnología de la información con sede en Cambridge, Reino Unido .
AVEVA surgió del Centro de diseño asistido por computadora financiado por el gobierno, que se estableció en 1967.
AVEVA cotiza en la Bolsa de Londres y es un componente del índice FTSE 100.

## Historia

###### Historia temprana
Los orígenes de AVEVA comienzan en 1967 en Cambridge, Reino Unido, con el establecimiento del Centro de Diseño Asistido por Computadora o CADCentre como se lo refería más comúnmente, y más tarde se convirtió formalmente. Fue un instituto de investigación financiado por el gobierno creado por el Ministerio de Tecnología del Reino Unido, con la misión de desarrollar técnicas de diseño asistidas por computadora y promover su adopción por la industria británica. Su primer director fue Arthur Llewelyn, quien inicialmente contrató a ICL para la contratación y gestión de personal especializado.
El centro llevó a cabo investigaciones de CAD, y algunos de sus primeros miembros del personal, como los hermanos Dick Newell y Martin Newell, se hicieron conocidos en la comunidad mundial de CAD. Dick Newell supervisó la creación del Sistema de Gestión de Diseño de Plantas (PDMS) para el diseño de plantas de proceso 3D. Más tarde cofundó dos compañías de software: Cambridge Interactive Systems (CIS), conocida por su sistema CAD Medusa 2D / 3D, y Smallworld con su epónimo Smallworld GIS (Sistema de Información Geográfica). Martin Newell luego fue a la Universidad de Utah, donde fue pionero en el trabajo de modelado sólido en 3D; También fue uno de los progenitores de PostScript .
CADCentre se convirtió en una empresa privada en 1983, fue objeto de una compra por parte de la gerencia en 1994 bajo el liderazgo de su primer director gerente, el Dr. Bob Bishop, y se convirtió en una empresa que cotiza en bolsa en 1996. Cambió su nombre a AVEVA en 2001.

##### Adquisiciones
- El 21 de abril de 2004, la compañía adquirió Tribon Solutions, un proveedor global de Tribon, software para construcción naval y diseño marino, por US $ 35   millón. La adquisición se completó el 19 de mayo de 2004.[7]
- El 31 de marzo de 2005, la compañía adquirió Realitywave, Inc., desarrolladores de una plataforma de colaboración y transmisión web, por £ 3.2   millón.[8]
- El 30 de marzo de 2009, AVEVA anunció la adquisición de iDesignOffice Pty Ltd, una compañía de tecnología de ingeniería de instrumentación con sede en Melbourne, Australia, que se especializa en productos para industrias vegetales y marinas.[9]
- El 3 de junio de 2010, AVEVA Solutions Ltd, una unidad de propiedad total de AVEVA Group plc, anunció la adquisición del negocio MARS de Logimatic de Logimatic Holdings A / S por GBP12.8   millón. Esta adquisición se completó el 30 de junio de 2010, y los productos y servicios de MARS se fusionaron en el Grupo de Soluciones Empresariales de AVEVA y se alinearon con su solución insignia AVEVA NET.[10]
- El 3 de junio de 2010, AVEVA Solutions Ltd adquirió el negocio de petróleo y gas de ADB Systemer AS, un proveedor de software de gestión de integridad de operaciones basado en Sola dirigido a operadores propietarios en la industria del petróleo y el gas.[10]
- El 3 de octubre de 2011, AVEVA anunció la adquisición de la división de software LFM (Light Form Modeller) de Z + F UK Limited, que le permitió expandirse en el mercado de captura de datos 3D .[11]
- El 23 de mayo de 2012, AVEVA anunció la adquisición del grupo de empresas Bocad con sede en Bélgica y Alemania, un proveedor de software de modelado de información de construcción[12] por GBP14   millón. La adquisición fortaleció las capacidades de detallado estructural 3D de AVEVA para los mercados de plantas, marinos y de construcción.[13]
- El 17 de diciembre de 2012, AVEVA anunció la adquisición de todos los activos relacionados con el software avanzado de visualización y simulación de Global Majic Software, Inc., con sede en Huntsville, Alabama[14]
- El 5 de enero de 2015, AVEVA anunció la adquisición de 8over8 Limited, basada en Derry, por 26,9 millones de libras. 8over8 proporciona software de gestión de riesgos contractuales (ProCon) para las industrias de petróleo, gas y minería y otras infraestructuras.[15]

###### El negocio de software industrial de Schneider Electric se combina con AVEVA
El 1 de marzo de 2018, AVEVA acordó fusionarse con el negocio de software industrial de Schneider Electric, con sede en Francia. Schneider Electric se convirtió en el mayor accionista con una participación del 60%.

## Estadio
En 2019 en Houston, Texas, se inauguró un nuevo estadio con el nombre de la compañía y se convirtió en el hogar del equipo profesional de rugby Houston SaberCats .